# Радченко, Ирина Ивановна
Ирина Ивановна Радченко (30 августа 1921; Новозыбков, РСФСР, СССР — 16 ноября 1989; Москва, Россия) — советская и российская актриса театра и кино.

## Биография
Родилась 30 августа 1921 года в Новозыбкове Новозыбковского уезда Гомельской губернии.
В 1941 году поступила на актёрский факультет ВГИКа на курсы Бориса Владимировича Бибикова и Ольги Ивановны Пыжовой, окончив там учёбу в 1946 году. Сразу после выпуска из ВГИКа поступила на киностудии Мосфильм и Государственный театр киноактёра, играя свои первые театральные роли.
Будучи студенткой, начала играть в кино с 1944 года. Первой работой была главная роль в фильме «Однажды ночью». Всего фильмография насчитывает около 15 работ, включая одно озвучивание. Спустя время карьера пошла на спад и у артистки образовался комплекс неполноценности. Везде куда бы не пришла, были неудачи. Данная проблема отразилась на психике и вызвала психоневрологическое заболевание. В 1963 году получила инвалидность и покинула Мосфильм, а позже заболела онкологическим заболеванием.
Ушла из жизни 16 ноября 1989 года в Москве. Её тело было кремировано, прах был захоронен поближе к родственникам под Санкт-Петербургом.

## Фильмография
- 1944 — Однажды ночью (Варя — главная роль)
- 1946 — Адмирал Нахимов (Таня)
- 1949 — Звезда (Катя Симакова; радистка, сержант)
- 1955 — Первый эшелон (Луиза)
- 1956 — Обида (короткометражный) — Надя
- 1956 — Сердце поёт (Глико)
- 1957 — Степан Кольчугин (Мария Дмитриевна; жена доктора)
- 1957—1958 — Тихий Дон (дама с собачкой)
- 1959 — Василий Суриков (француженка)
- 1959 — Колыбельная (Лариса Николаевна Полозова; воспитательница детдома)
- 1960 — Враги (короткометражный) — жена доктора
- 1960 — Из Лебяжьего сообщают (короткометражный) — Наумова
- 1960 — Леон Гаррос ищет друга (СССР, Франция) — администратор гостиницы
- 1962 — Дикая собака Динго (Надежда Петровна, вторая жена отца Тани)

### Озвучивание
- 1958 — Эскадрилья Летучая мышь (ГДР) — Тао; Тхи Хоп Нгуйена)